# Hans Jörg Butt
Hans-Jörg Butt (Oldenburg, Baixa Saxònia, Alemanya, el 28 de maig de 1974) és un futbolista alemany retirat que jugava com a porter. El seu primer equip va ser el VfB Oldenburg. El 2010 jugava al Bayern de Múnic. A més de ser un porter segur i confiable, és un excel·lent llançador de tirs lliures i penals.

## Internacional
Debutà en la selecció de futbol d'Alemanya el 7 de juny del 2000 amb victòria de 8 a 2, ha estat internacional amb la selecció de futbol d'Alemanya i ha jugat 3 partits internacionals.
A nivell internacional va arribar amb el Bayer Leverkusen a la final de la Lliga de Campions en el 2002 perdent-la 2 a 1 contra el Reial Madrid Club de Futbol capitanejat per Zidane.
Actualment és titular en el Bayern de Múnic havent relegat a la banqueta a Michael Rensing per les seues dolentes actuacions. Butt ha tingut un bon acompliment en el Bayern això li va fer guanyar-se la confiança de Van Gaal.
El dia 8 de desembre del 2009, Butt, és l'encarregat de transformar el penal en el partit entre Bayern de Múnic i la Juventus, corresponent a la jornada número 6 de la Champions League, que va avançar als bavaresos en el marcador per a acabar aixafant al seu rival amb un marcador d'1 a 4. Així es converteix en el primer porter de l'equip alemany a transformar una pena màxima en un partit de Champions League.

## Participacions en Copes del Món
| Mundial                        | Seu                  | Resultat  |
| ------------------------------ | -------------------- | --------- |
| Copa Mundial de Futbol de 2002 | Corea del Sud i Japó | Subcampió |

## Clubs
| Club             | País     | Any       |
| ---------------- | -------- | --------- |
| VfB Oldenburg    | Alemanya | 1994-1997 |
| Hamburger SV     | Alemanya | 1997-2001 |
| Bayer Leverkusen | Alemanya | 2001-2007 |
| SL Benfica       | Portugal | 2007-2008 |
| FC Bayern Múnic  | Alemanya | 2008-     |